# Août 2014
Août 2014 est le 8e mois de l'année 2014.

## Évènements
- Poursuite de la guerre du Donbass en Ukraine et de la guerre de Gaza.
- 1er août : début de l'opération Barkhane menée au Sahel par l'armée française.
- 3 août : un séisme de magnitude 6,3 frappe le Yunnan, en Chine faisant plus de 600 morts.
- 5 au 25 août : Coupe du monde de football féminin des moins de 20 ans 2014
- 6 août :
  - la sonde spatiale Rosetta se met en orbite autour de la comète  Tchourioumov-Guérassimenko[1].
  - Gueorgui Bliznachki devient premier ministre de Bulgarie, il est chargé de la gestion des affaires courantes et de l'organisation des élections anticipées du 5 octobre.
- 7 août : 
  - la présidente du Libéria, Ellen Johnson-Sirleaf, décrète l'état d'urgence pour une période de trois mois afin de mobiliser tous les moyens face à l'épidémie d'Ebola qui sévit dans son pays et dans d'autres États d'Afrique de l'Ouest.
  - au Cambodge : Nuon Chea (88 ans) et Khieu Samphân (67 ans) sont condamnés à la prison à vie pour crimes contre l'humanité, crimes de guerre, génocide, persécution politique et actes inhumains, 35 ans après la chute du régime du Kampuchéa démocratique des Khmers rouges en 1979. Il s'agit des deux plus hauts dirigeants khmers rouges encore en vie. Ils ont été jugés par un tribunal extraordinaire sous l'égide de l'ONU[2].
- 8 août : 
  - la directrice générale de l'Organisation mondiale de la santé, le Dr Margaret Chan annonce qu'il faut considérer l'épidémie de fièvre hémorragique Ebola qui frappe l'Afrique de l'Ouest depuis mars 2014 comme « la plus importante et la plus sévère épidémie de ces quatre dernières décennies » et que c'est « une urgence de santé publique de portée mondiale ». Elle affirme par ailleurs qu'il faut mettre en place rapidement «une réponse internationale coordonnée essentielle pour arrêter et faire reculer la propagation de la maladie».
  - les États-Unis ont procédé à des bombardements sur l'Irak afin de protéger les personnels américains basés à Erbil, dans le Kurdistan irakien[3], marquant le début de la guerre contre l'État islamique.
- 9 août : un jeune afro-américain de 18 ans non-armé et sans antécédents criminels est abattu de plusieurs coups de feu par un policier à Ferguson (Missouri) aux États-Unis. S'ensuivent plusieurs jours de manifestations et d'émeutes.
- 10 août : 
  - élection présidentielle en Turquie, Recep Tayyip Erdoğan est élu au premier tour.
  - le Vol 5915 Sepahan Airlines s'écrase peu après son décollage de l'Aéroport international Mehrabad de Téhéran sur un quartier résidentiel faisant 39 morts.
  - le Premier ministre centrafricain André Nzapayeké démissionne, Mahamat Kamoun lui succède.
- 12 août : la médaille Fields est attribuée à Artur Ávila, Manjul Bhargava, Martin Hairer et Maryam Mirzakhani.
- 12 au 17 août : championnats d'Europe d'athlétisme 2014.
- 13 au 24 août : championnats d'Europe de natation 2014.
- 13 août : 
  - le Jet Cessna 560XL transportant 7 personnes dont l'ancien gouverneur de l'État du Pernambouc Eduardo Campos, candidat à la présidentielle brésilienne d'octobre s'est écrasé sur un gymnase d'une zone résidentielle de Santos, dans l'État de São Paulo tuant toutes les personnes à son bord.
  - un train RhB Ge 4/4 III assurant la liaison entre Saint-Moritz et Coire avec 200 personnes à bord, a déraillé près de Tiefencastel, en cause un glissement de terrain (dû à des fortes pluies) qui recouvrait la voie. Un wagon a chuté dans un ravin faisant 11 blessés dont 5 graves.
- 14 août : Rodney Williams devient le nouveau gouverneur général d'Antigua-et-Barbuda en remplacement de Louise Lake-Tack dont le mandat a pris fin.
- 14 et 15 août : commémorations du 70e anniversaire du débarquement de Provence en France.
- 15 août : Congo Airways a été créé par l'État Congolais.
- 17 août : un bateau de touristes avec 25 personnes à bord a coulé après avoir heurté un récif. En partance de l'île de Lombok, il devait rejoindre l'île de Komodo en Indonésie. L'accident s'est produit près de la ville de Bima, sur l'île de Sumbawa. 2 touristes espagnols sont portés disparus.
- 19 août : 
  - deux Panavia Tornados, avions de combat italiens se sont percutés et écrasés alors qu'ils effectuaient un vol d'entrainement près de la ville d’Ascoli Piceno ; quatre militaires sont morts[4].
  - le journaliste américain James Foley, enlevé le 22 novembre 2012 au nord-ouest de la Syrie par l'organisation armée djihadiste État islamique, est assassiné par décapitation[5].
- 20 août : glissement de terrain d'Hiroshima au Japon.
- 24 août : un tremblement de terre d'une magnitude de 6 sur l'échelle de Richter a touché la Californie. Son épicentre a été localisé à 6 km au nord-ouest de la ville d'American Canyon dans le comté de Napa. 120 personnes ont été blessées dont 3 grièvement. Il s'agit du séisme le plus important depuis celui de Loma Prieta en 1989[6].
- 25 août : en France, Manuel Valls présente la démission de son gouvernement. Le président François Hollande lui demande d'en former un nouveau ; celui-ci est formé le lendemain.
- 25 au 31 août : championnats du monde de judo 2014.
- 26 août : un accord de cessez-le-feu permanent entre en vigueur dans la guerre de Gaza.
- 28 août : Recep Tayyip Erdoğan devient président de la république de Turquie, Ahmet Davutoğlu lui succède comme premier ministre le jour suivant.
- 30 août : 
  - le Conseil européen choisit le Polonais Donald Tusk et l'Italienne Federica Mogherini pour occuper les fonctions respectives de Président du Conseil européen et de Haut Représentant de l'Union pour les affaires étrangères et la politique de sécurité.
  - le Premier ministre du Lesotho Tom Thabane se réfugie en Afrique du Sud dénonçant un coup d'État orchestré par l'armée. Celle-ci dément un coup d'État affirmant avoir seulement lancée une opération pour désarmer la police qui s'apprêtait à armer certains partis politiques. La confusion régnant dans le pays, c'est le ministre des Services Publics Motloheloa Phooko qui assure l'intérim à compter du 31. Tom Thabane revient le 3 septembre.
- 30 août au 14 septembre : coupe du monde de basket-ball masculin 2014.
- 31 août :
  - élections législatives régionales en Saxe (Allemagne) ;
  - fuite des photos de personnalités d'août 2014.